# Кент Нагано
Кент Джордж Нагано — американський диригент і оперний адміністратор. Він був музичним керівником Монреальського симфонічного оркестру з 2006 по 2020 рік. З 2015 року Нагано музичний керівник Гамбурзької державної опери.

## Життєпис
У жовтні 2020 року Кента Нагано було обрано членом Королівської шведської академії музики на знак визнання «його видатного внеску в музичне мистецтво».